# Pizzazz
Pizzazz è un singolo del rapper statunitense Yung Gravy, pubblicato il 7 settembre 2018 ed estratto dall'album Sensational.

## Tracce
1. Pizzazz – 2:44